# Plougoumelen
Plougoumelen (bret. Plougouvelen) – miejscowość i gmina we Francji, w regionie Bretania, w departamencie Morbihan.
Według danych na rok 1990 gminę zamieszkiwały 1544 osoby, a gęstość zaludnienia wynosiła 72 osoby/km² (wśród 1269 gmin Bretanii Plougoumelen plasuje się na 407. miejscu pod względem liczby ludności, natomiast pod względem powierzchni na miejscu 468.).